# Ethyl cyanoacrylate
Ethyl cyanoacrylate (ECA), một este cyanoacrylate, là một este etyl của axit 2-cyano-2-propenoic. Đây là chất lỏng không màu, có độ nhớt thấp và có một ít mùi ngọt ở dạng tinh khiết. Đây là thành phần chính của keo cyanoacrylate và có thể gặp dưới nhiều tên thương mại. Keo có tên là ECA. Các nhà sản xuất của Krazy Glue phát biểu trên trang web của họ, "Tên hóa học cho keo Krazy là ethyl cyanoacrylate." Keo Thủy ngân là một ví dụ của một ECA của Mỹ. Nó hòa tan trong aceton, methyl ethyl ketone, nitromethane, và methylene chloride. ECA polyme hóa nhanh chóng trong sự tham gia của độ ẩm.

## Sản xuất
Ethyl cyanoacrylate được điều chế bằng cách cô đặc formaldehyde với ethyl cyanoacetat:
CH2(CN)CO2Et  +  CH2O   →  CH2=C(CN)CO2Et  +  H2O
Phản ứng phản nhiệt này cho polyme, sau đó được thiêu kết, nhiệt làm "nứt" để tạo ra monomer. Ngoài ra, nó có thể được điều chế bằng cách cho ethoxycarbonyl hóa cyanoacetylene.

## Ứng dụng
Ethyl cyanoacrylate được sử dụng để dán các vật liệu khác nhau. Nó cũng tìm thấy trong các ứng dụng trong y học, cho băng lỏng và phẫu thuật không khâu, nhưng nó được sử dụng ít hơn so với cyanoacrylates n-butyl và octyl bởi vì chúng ít độc hại. Các loại keo ngoài y tế không có chất liệu y tế không phù hợp với các ứng dụng y tế vì chúng có thể chứa các dung môi (ví dụ, methyl alcohol) và tạo ra nhiệt trong quá trình trùng hợp.
Sau khi bảo dưỡng,  kết quả  là nhựa làm mềm ở nhiệt độ trên 150 °C (300 °F). Nhiệt độ của khớp là -54.. + 82 °C (-65.. ± 180 °F) Hằng số điện môi của nó ở 1 MHz là 3,33.

## Độ an toàn
Ở Hoa Kỳ, Giá trị Giới hạn Threshold cho ECA là 0,2 ppm. Sưởi gây ra sự phân giải hóa polyECA, tạo ra các sản phẩm khí gây khó chịu cho phổi và mắt.